# Sophie Lykke
Sophie Lykke, död 1570, var en dansk länsman, godsägare och adelsdam.
Hon var dotter till riksrådet Peder Hansen Lykke (död 1535) och Kirsten Pedersdatter Høg (död 1542), syster till Jørgen Lykke, Danmarks sista riddare; gift före 1534 med riksrådet Jacob Hardenberg (död juli 1542).
Maken var 1534–1536 fången under grevefejden, blev 1540 riksråd och dog oväntat 1542. Som änka styrde hon sina egna gods efter maken och, som de tre döttrarnas förmyndare, även deras gods: Hvedholm, Sandholt, Arreskov samt Holme Kloster. 1544 stämdes hon inför kungen av bönderna på Holme Kloster för maktmissbruk, men anklagelserna togs tillbaka efter att hon hotat vittnen. 1551 indrogs dock Holme Kloster av kronan, som hade förköpsrätt. 1556 stämdes hon inför kronan för privat export-import med utlandet som översteg adelns privilegium, och 1557 tvingades hon överlåta sina gods på sina svärsöner mot att de betalade rättegångskostnader och gav henne en pension, medan hon på änkedrottning Dorothea av Sachsen-Lauenburgs bön slapp straff. Pensionen blev inte utbetalad, och hon stämde därför 1560 svärsönerna för avtalsbrott. Hon förlänades då Lister len i Norge, där hon bosatte sig under uppsyn av Bergenhus länsman Rosenkrantz. I Norge anmäldes hon för maktmissbruk i egenskap av länsman och brott mot lagen om timmerexport. Hon fråntogs därför länet 1563, men lyckades i egenskap av syster till Jørgen Lykke, svägerska till riksmarskalk Otte Krumpen och svärmor till två riksråd få tillbaka det samma år.